# Oro Oro Pule
Oro Oro Pule is een bestuurslaag in het regentschap Pasuruan van de provincie Oost-Java, Indonesië. Oro Oro Pule telt 1671 inwoners (volkstelling 2010).